# Метод Бредфорда
Метод Бредфорда — один из колориметрических методов количественного определения белков в растворе. Предложен биохимиком Мерионом Бредфордом в 1976 году. Статья М. Бредфорда в журнале Analytical Biochemistry, посвящённая методу количественного определения белка в растворе, является одной из самых цитируемых научных статей в мире.

## Принцип
Метод основан на реакции красителя кумасси (Coomassie Brilliant Blue G-250) с аргинином и гидрофобными аминокислотными остатками. Связанная форма имеет голубую окраску с максимумом поглощения при 595 нм. Таким образом увеличение светопоглощения раствора при длине волны, равной 595 нм, пропорционально количеству белка в растворе.
Метод даёт хорошее значение концентрации белка в пределах от 2 мкг/мл до 120 мкг/мл (в этих границах соблюдается линейная зависимость увеличения абсорбции от концентрации, в целом чувствительность метода зависит от соотношения концентраций определяемого белка и красителя: чем больше красителя, тем чувствительней метод), менее «капризный» по сравнению с методом Лоури.

## Другие методы
- Биуретовый метод
- Микробиуретовый метод
- метод Лоури
- спектрофотометрический метод